# Бакман, Леннарт
Курт Леннарт Ингемар Бакман (швед. Kurt Lennart Ingemar Backman; род. 7 февраля 1934, Шеллефтео, Швеция) — шведский футболист, полузащитник.

## Клубная карьера
В 1957 году Бакман подписал контракт с командой «Норрчёпинг», где он играл в течение двух сезонов. В 1959 году он подписал контракт с АИК, в котором провёл десять сезонов, сыграв в общей сложности 194 матча. Во втором дивизионе Бакман забил в общей сложности 19 голов в 24 матчах, помогая «АИК» выиграть второй дивизион. Он ушёл из профессионального футбола в 1968 году.

## Карьера в сборной
Бакман дебютировал за национальную сборную Швеции 7 мая 1958 года в товарищеской игре против Швейцарии в преддверии чемпионата мира по футболу 1958 года. На 65-й минуте своего дебюта Бакман был заменен на Сильви Бенгтссоном после травмы колена. Из-за травмы Бакман не попал в состав сборной Швеции на чемпионат мира 1958 года и на следующие пару месяцев оказался отстранён от футбола.
Бакман забил свой первый гол за сборную Швеции в товарищеском матче со счетом против Дании 21 июня 1959 года. Он дебютировал за сборную Швеции 19 октября 1960 года в отборочном матче чемпионата мира по футболу 1962 года против Бельгии, в котором Швеция выиграла. Он также представлял Швецию в отборочных кампаниях Евро-1964 и чемпионата мира по футболу 1966 года, но никогда не появлялся на крупных международных турнирах. Он в последний раз сыграл за сборную 4 июня 1966 года в товарищеском матче против Финляндии.